# Fundulus parvipinnis
Fundulus parvipinnis är en fiskart som beskrevs av Girard, 1854. Fundulus parvipinnis ingår i släktet Fundulus och familjen Fundulidae. Inga underarter finns listade i Catalogue of Life.